# Ion Ciosescu
Ion Ciosescu (né le 8 avril 1935 à Arad en Roumanie  et décédé le 15 février 2014) est un joueur de football roumain.

## Palmarès
- Vainqueur de la Coupe de Roumanie en 1958 avec le Știința Timișoara